# Qaplan Ier Giray
Qaplan ou Kaplan Ier Giray est un khan de Crimée ayant régné de 1707 à 1708, de 1713 à 1716 et de 1730 à 1736.

## Origine
Qaplan (i.e. « Tigre ») Giray est le troisième fils de Sélim Ier Hadji Giray.

## Règnes
Qaplan Ier Giray occupe trois fois le trône de Crimée :
- d'avril 1707 à décembre 1708, lorsqu'il succède à son frère aîné Ghazi III Giray, il nomme son frère Mengli Giray qalgha et maintien comme nureddin Maqsud, qu'il remplace à sa mort peu après par Sahib ;
- de mars 1713 à décembre 1716, après son second frère Devlet II Giray ;
- en remplacement de son cadet Mengli II Giray d'octobre 1730 à juillet 1736.

Au début de la guerre russo-turque de 1735-1739, les troupes russes prennent Azov en avril 1736. En mai de la même année, elles attaquent le khanat de Crimée. Qaplan Ier ne parvient pas à leur barrer la route à Perekop (Orkapisi) et les Russes pénètrent dans la péninsule et saccagent les villes tatares, dont la capitale Bakhtchyssaraï et Aqmescit (Simferopol). En juillet suivant, les Russes évacuent le pays et Qaplan Ier est destitué et remplacé par son cousin Fetih II Giray.

## Postérité
Un des fils de Qaplan Giray est khan à son tour :
- Sélim II Giray.